# Halle Puget
Pour les articles homonymes, voir Puget (homonymie).
La Halle Puget est un bâtiment situé à proximité de la porte d'Aix à Marseille.

## Histoire
Elle est due au maître maçon Pierre Puget (homonyme du sculpteur) en 1672.
Elle est construite pour remplacer l'ancienne halle aux poissons de la place Vivaux devenue trop petite après l'extension de la ville.

Elle abritait le marché aux poissons et aux viandes au XVIIe siècle.
Tour à tour, transformée en chapelle (en 1887) puis en commissariat (de 1925 à 1980), la halle avait été alors murée et les colonnes encastrées ; sa restauration, en 1987, lui rend son apparence initiale.
Construite à l'image d'un temple antique, son toit de tuile repose sur des colonnes ioniques : 5 en largeur, 7 en longueur.
En l'année 1935, faisant suite à de considérables recherches, l’archiviste Joseph Billioud démontre que la plupart des édifices attribués à Puget ne sont point de lui et conclut : « Le vrai, l’unique témoin encore debout du génie architectural de Pierre Puget, c’est la chapelle de l’hospice de la Charité ».